# Robert Lewis Reid
Pour les articles homonymes, voir Reid et Robert Reid.
Robert Lewis Reid, né le 29 juillet 1862 à  Stockbridge dans l'État du Massachusetts et mort le 2 décembre 1929 à Clifton Springs (New York), est un peintre impressionniste et un fresquiste américain. Il est membre des Ten American Painters.

## Biographie
Robert Reid naît le 29 juillet 1862 à Stockbridge dans le Massachusetts.
Il étudie la peinture avec Otto Grundmann à la School of the museum of fine arts de Chicago. En 1884 il se rend à New York pour étudier à la "Arts students league" puis part pour Paris se perfectionner à l'Académie Julian avec Gustave Boulanger et Jules Lefebvre. Lorsqu'il fréquente la colonie artistique d'Étaples, ses premières toiles sont des paysans peints à Étaples. De retour à New York en 1889, il travaille comme portraitiste et devient professeur en arts plastiques à la « Cooper Union ». Ses peintures murales décoratives et ses dessins sur verre de couleur lui apportent la notoriété. Il participe avec d'autres peintres à la décoration du dôme du « Liberal arts building » pour la Columbian exposition qui se tient à Chicago en 1893.
En 1897 il rejoint les Ten American Painters et en 1906 devient membre de la National academy of design. Il peint des panneaux muraux pour la Bibliothèque du Congrès (Washington), la Cour d'appel à (New York) et le State House de Boston et un autre pour le pavillon américain lors de l'Exposition universelle en 1900 à Paris. En 1906 il exécute la décoration de dix fenêtres en verre coloré pour la Unitarian memorial church à Fairhaven.
Il meurt le 2 décembre 1929 à Clifton Springs, New York.

## Galerie

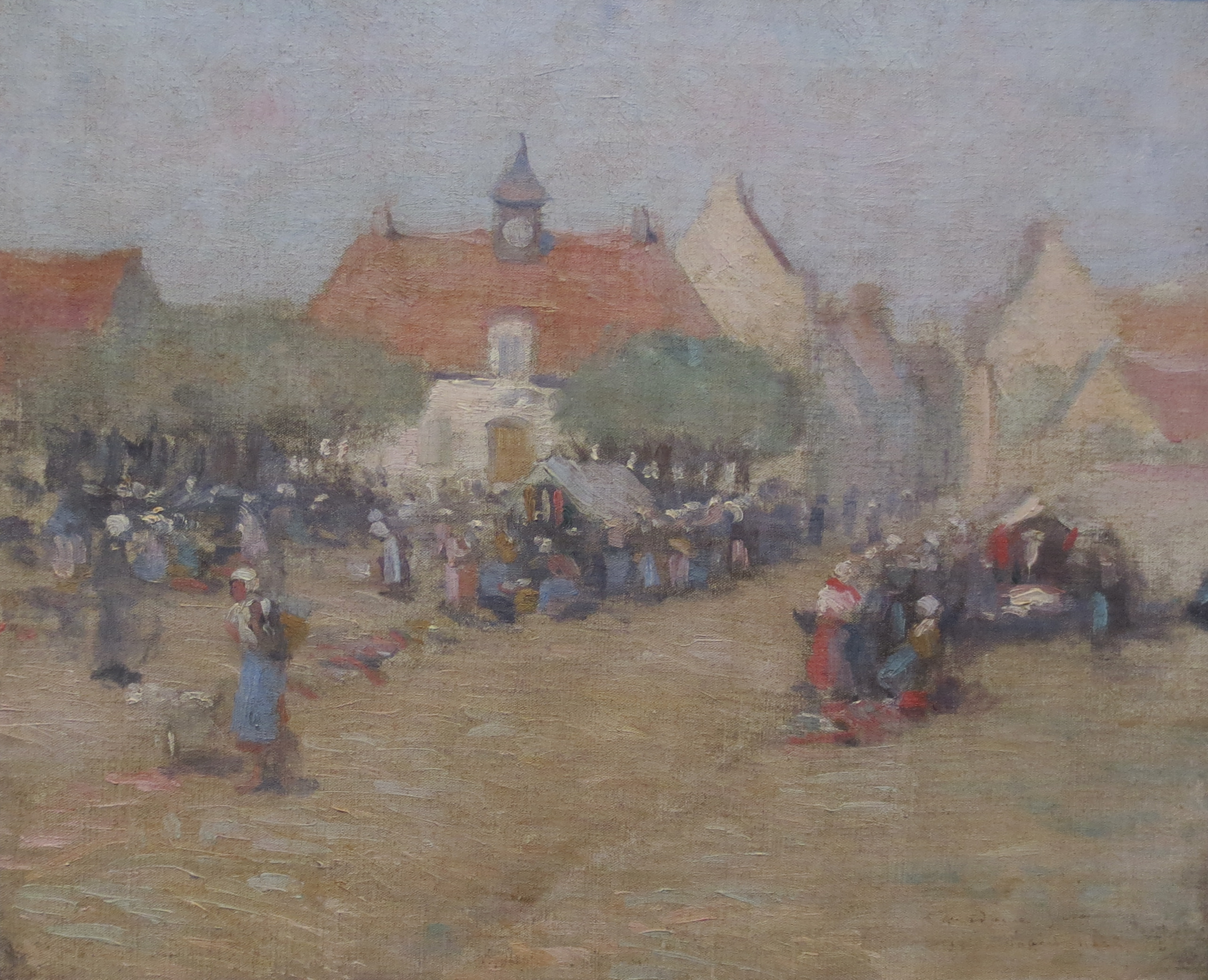
Le Marché d'Étaples.
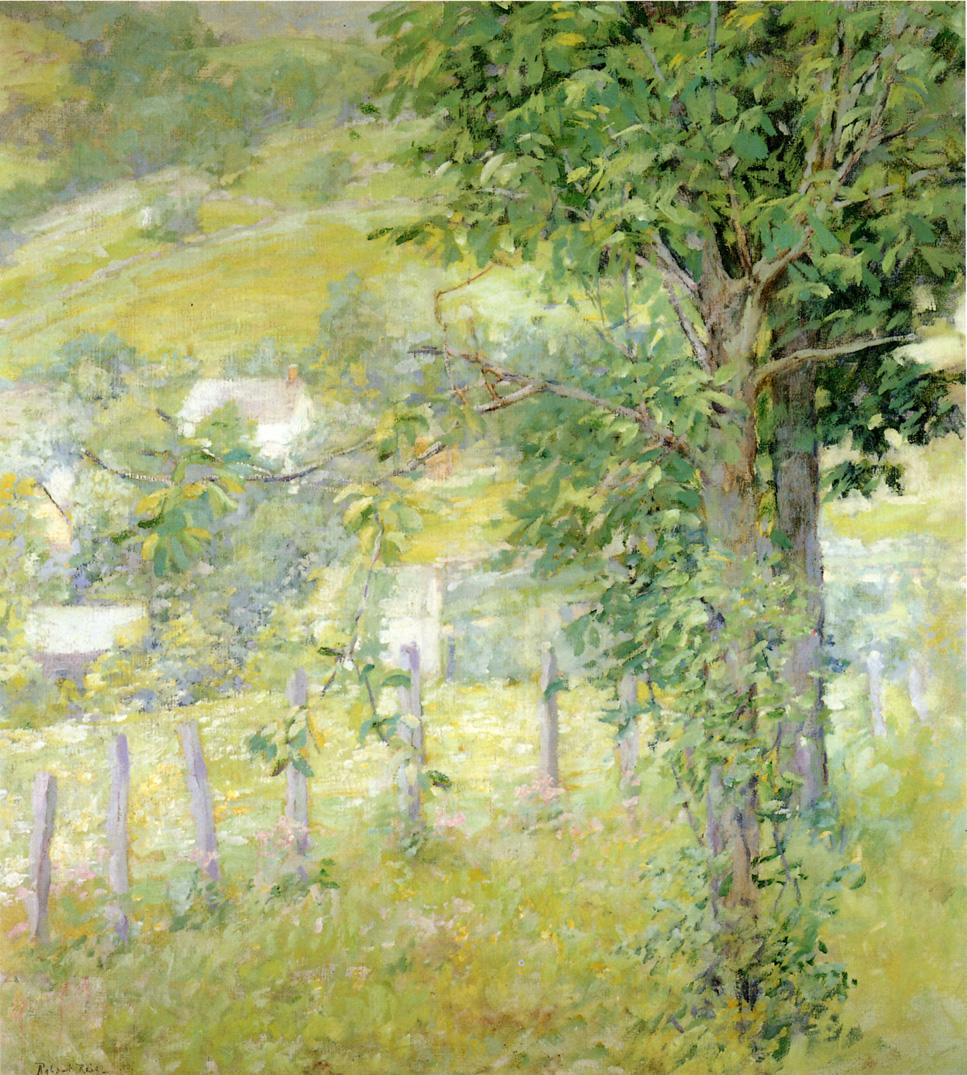
Hillside in Summer.

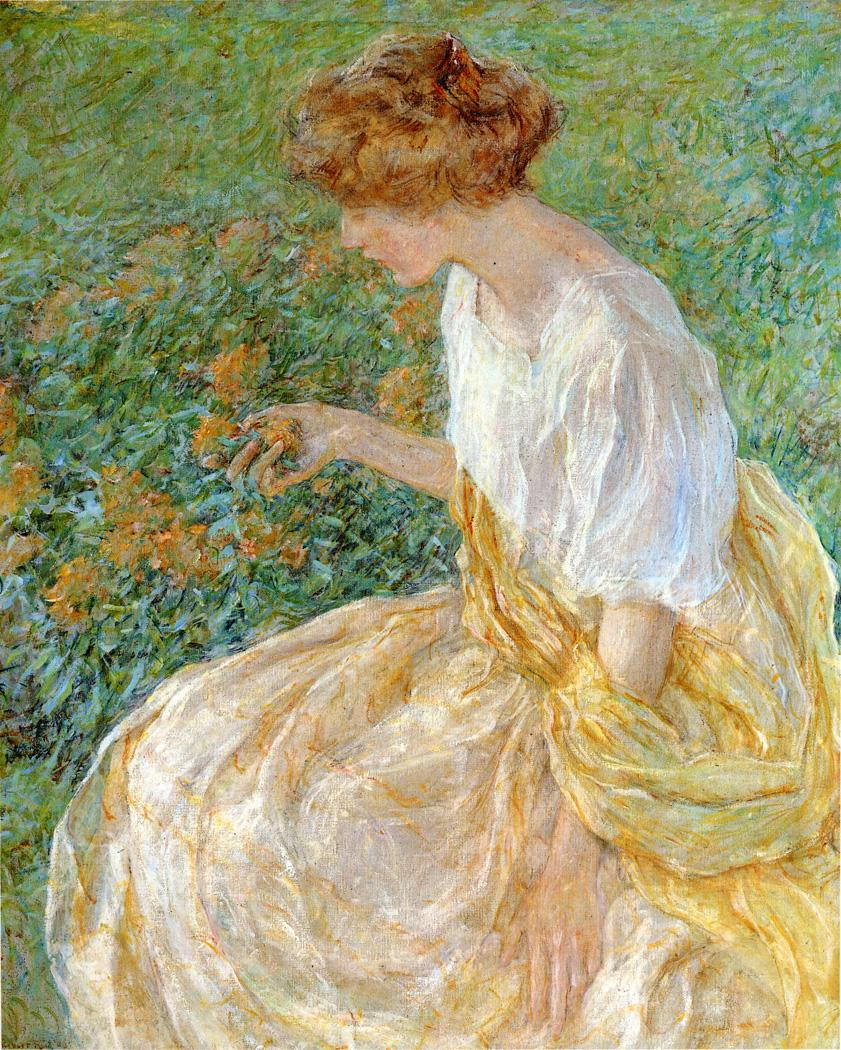
La fleur jaune.
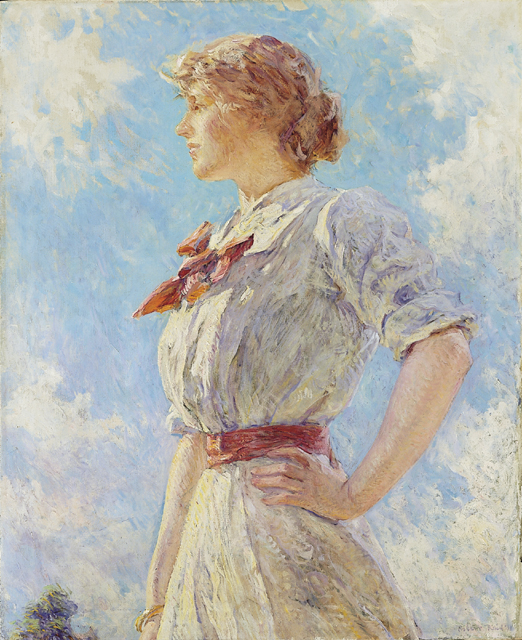
Face au ciel.
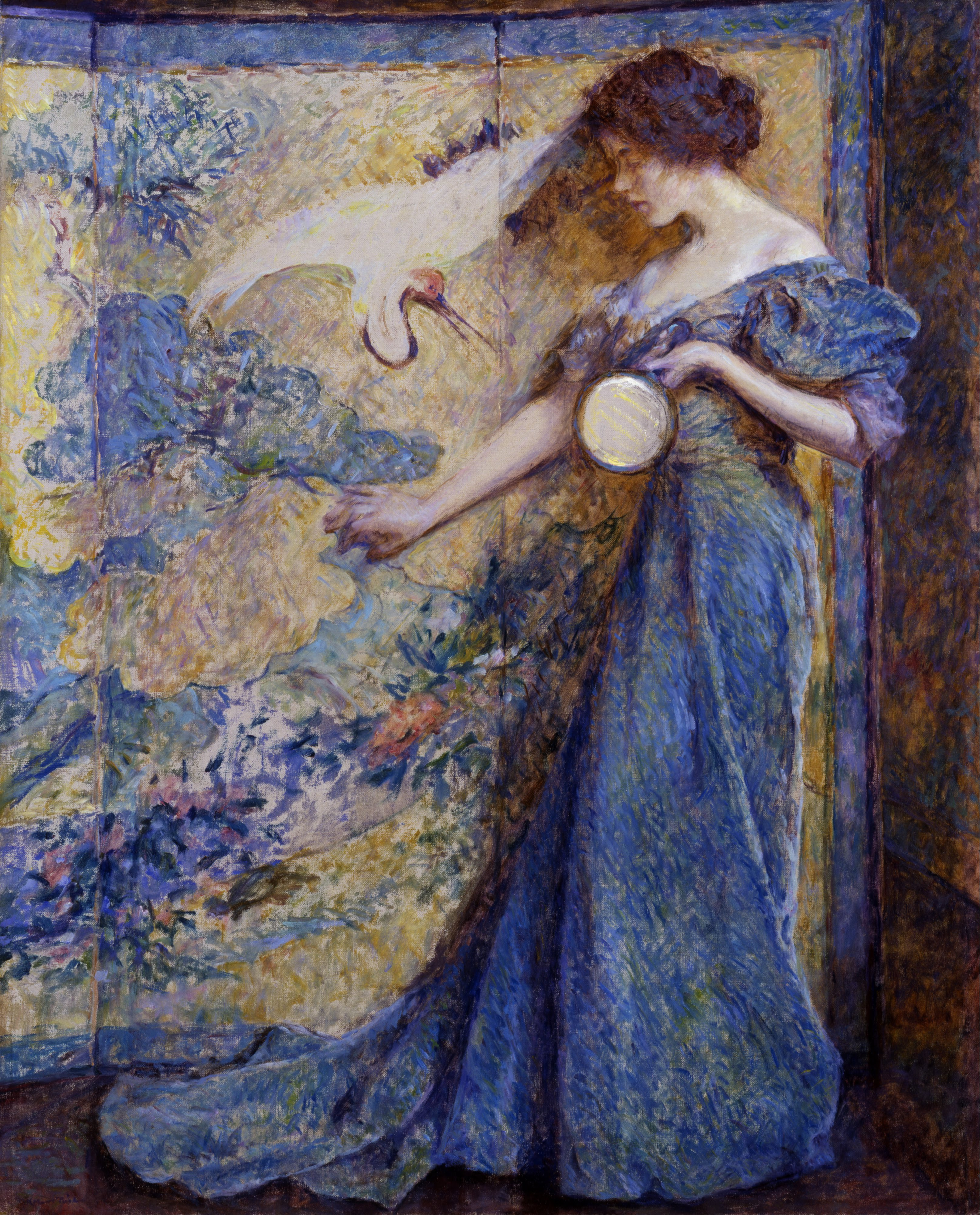
Le Miroir.
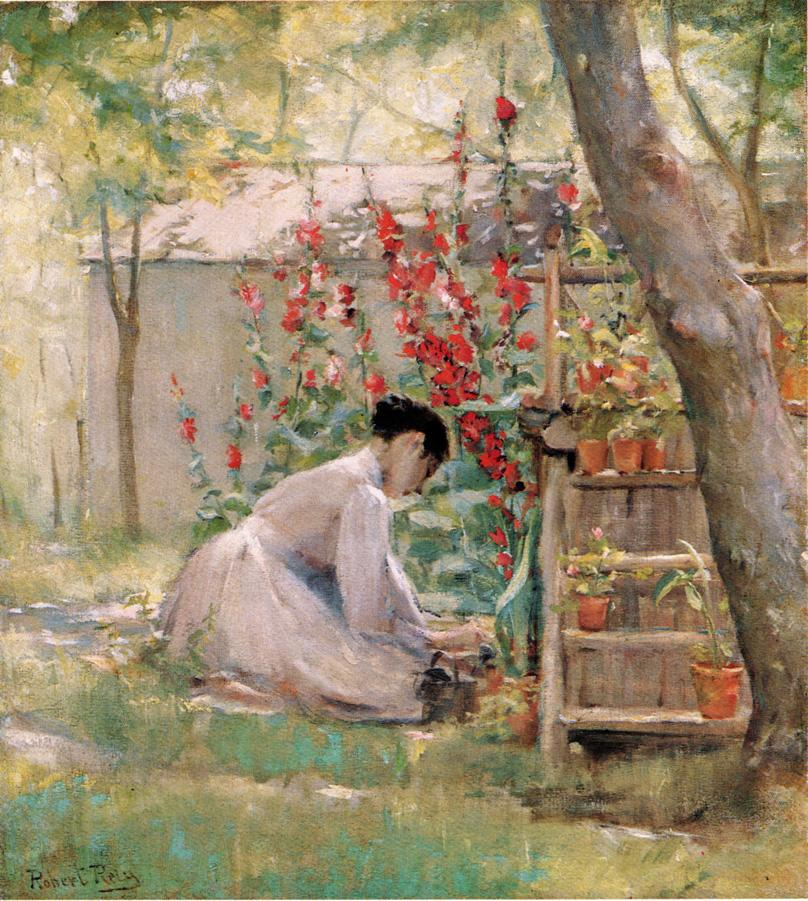
Tending the Garden.
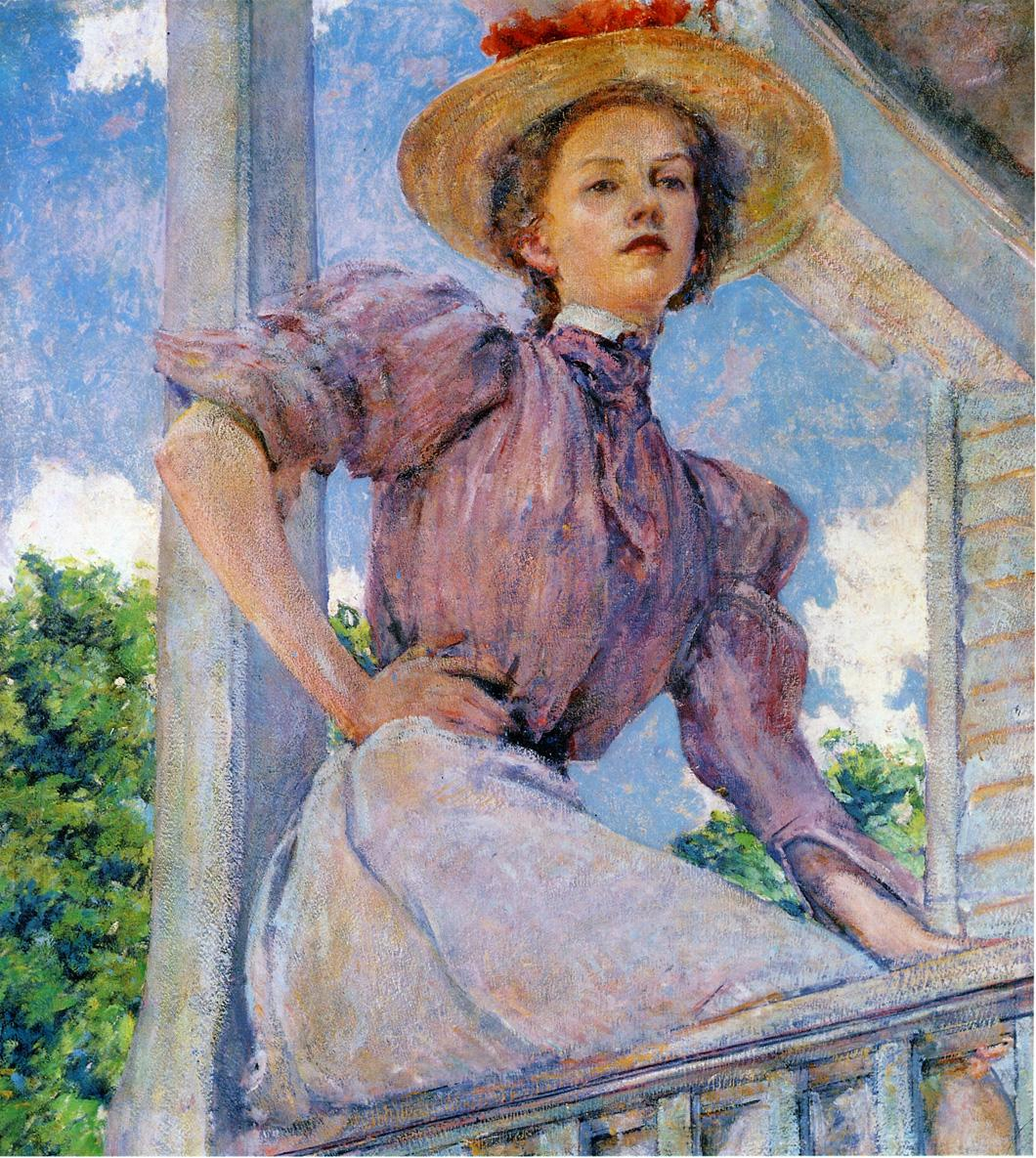
A Summer Girl.

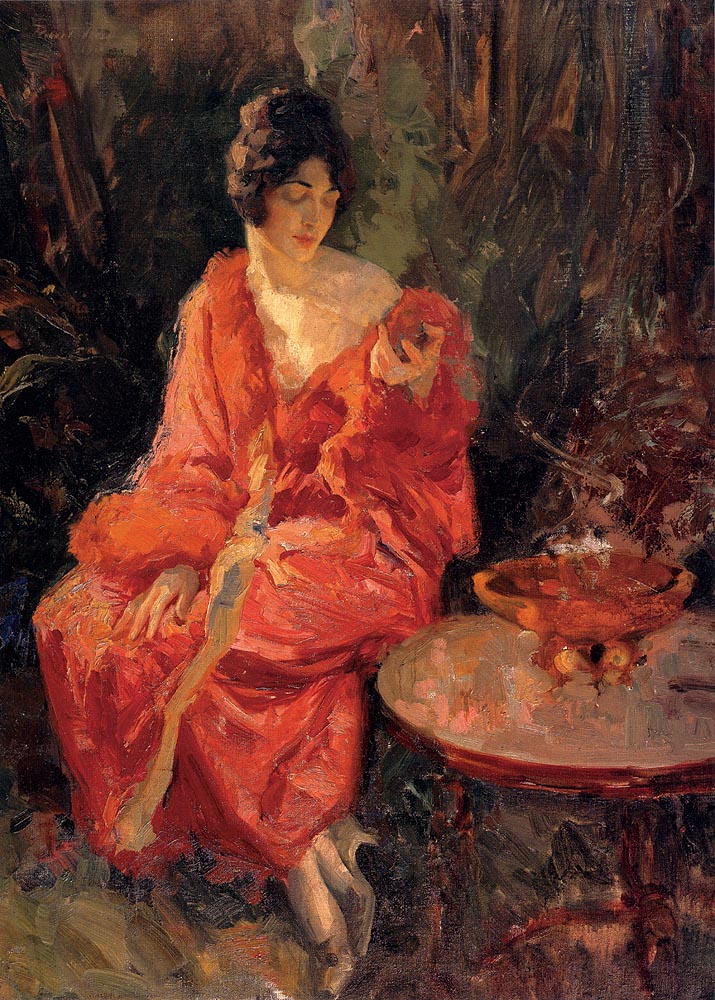
Morning Reflection.
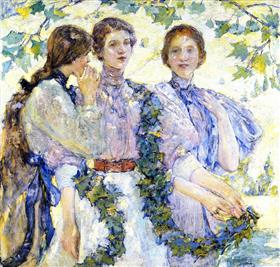
Trio (1898)
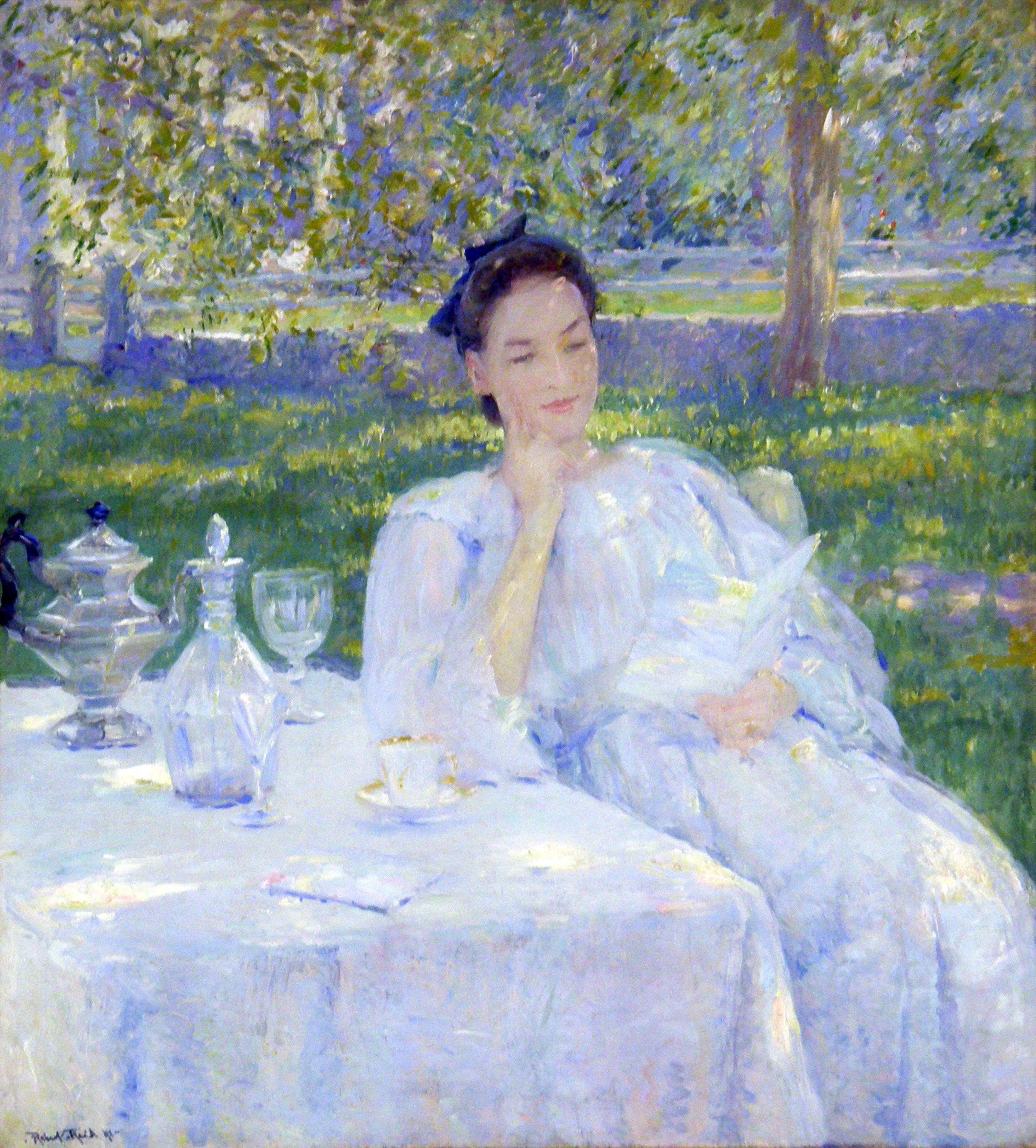
Au jardin (1911).
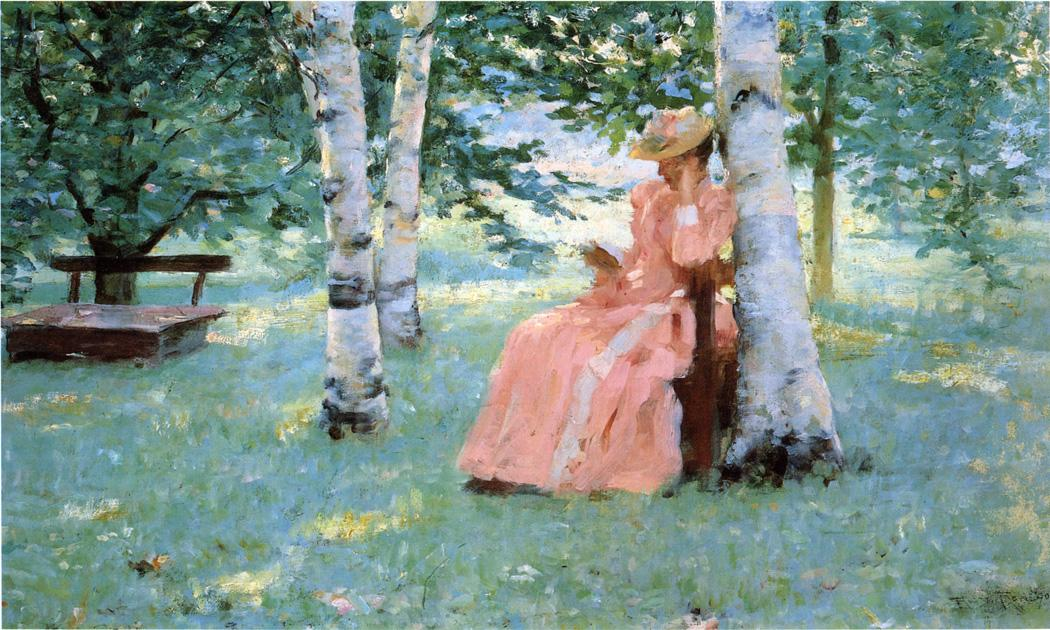
Rêverie.

## Collections publiques
- Étaples, musée Quentovic d'Étaples : Le Marché d'Étaples, avant 1889, huile sur toile[3].